# Dominique Serres
Pour les articles homonymes, voir Serres.

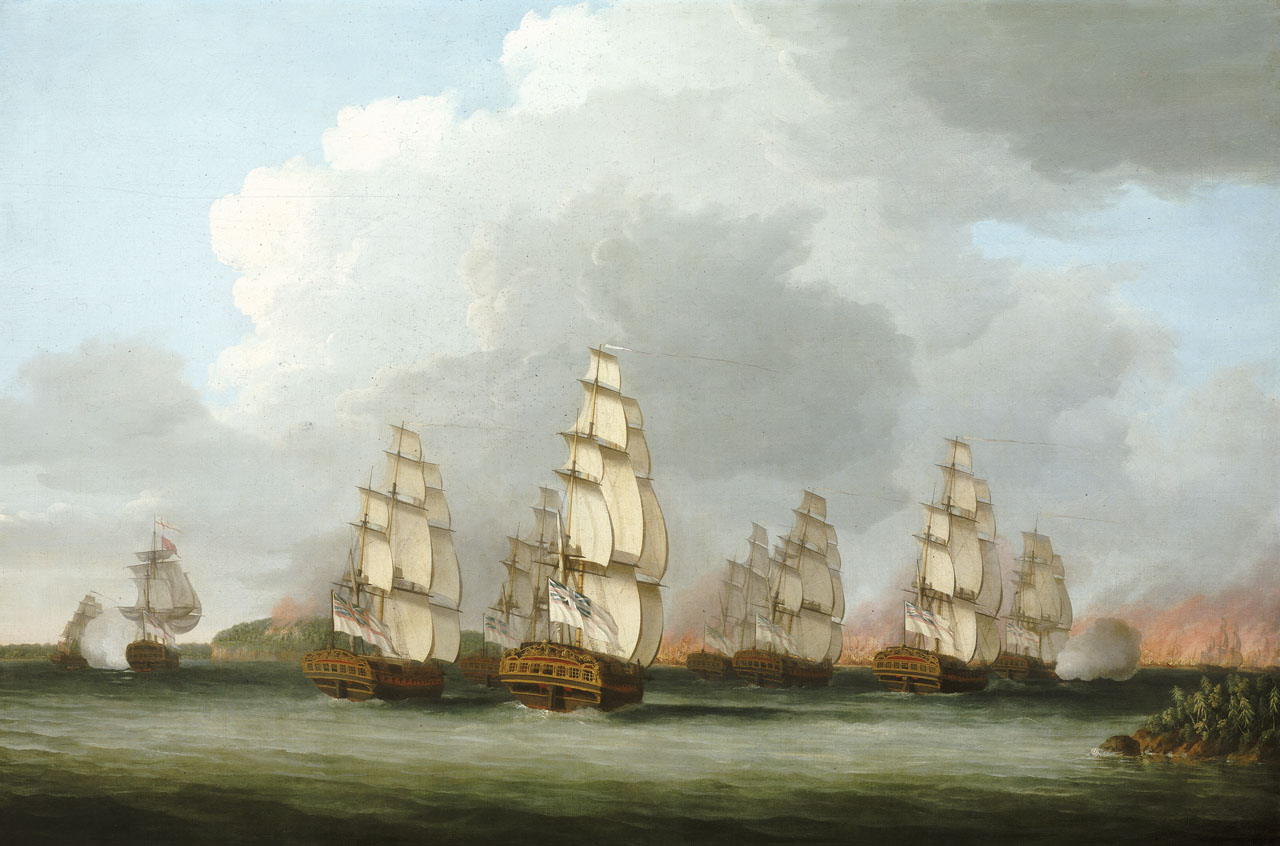
Expédition de Penobscot

Dominique Serres (né en 1722 à Auch en Gascogne et mort en 1793 à Marylebone, Londres), également connu sous le nom de Dominique Serres l'Ancien, fut un peintre fortement associé à l'école anglaise de peinture, et plus particulièrement à des thèmes maritimes ou navals.

## Biographie
Ses liens avec le monde de l'art anglais étaient tels, qu'il est devenu l'un des membres fondateurs de l'Académie royale en 1768, et ensuite en a été brièvement son bibliothécaire (de 1792 jusqu'à sa mort).
Sa famille espérait qu'il devînt prêtre mais il préféra voyager en Espagne, devint capitaine de navire et fit voile pour Cuba. Il fut fait prisonnier par la marine britannique vers la fin des années 1740. On présume qu'il s'est installé à Londres vers 1758 pour y suivre une formation de peintre dans le Northamptonshire, et plus tard à Londres pour être l'élève de Charles Brooking.
La majorité de ses peintures sont en rapport avec le monde maritime. Travaillant pour un éditeur, il documenta les événements de la guerre de Sept Ans (1756-1763). Il peignit une série de tableaux comprenant la prise de Belle-Ile (1761) et la prise de La Havane (1762). Il a également peint les événements de la guerre d'indépendance américaine (1776-1783). En 1780, il a été nommé peintre de la Marine par le roi George III.
Serres a été enterré dans la vieille église de St Marylebone. Son fils aîné John Thomas Serres (1759-1825) est également devenu un artiste prolifique du monde marin.